# Zernez
Zernez (, toponyme romanche et allemand ; en italien Cernezzo, obsolète) est une commune suisse de 1 523 habitants du canton des Grisons, située dans la région d'Engiadina Bassa/Val Müstair.
Le 1er janvier 2015, la commune a fusionné avec les communes auparavant indépendantes de Lavin et Susch. La nouvelle commune s'appelle également Zernez.
Zernez est un nœud majeur du réseau routier régional, avec des routes menant vers la Haute-Engadine et vers l'Italie, la Basse-Engadine et vers l'Autriche par le Col de l'Ofen dans le Val Müstair (commune) et par le Col de la Flüela. Zernez est le centre pour les visiteurs du Parc national suisse (en romanche : Parc Naziunal).

## Histoire
Zernez est mentionnée pour la première fois en 1131 sous le nom de Gumpo de Ernece. En 1161-64, elle est mentionnée comme Zarnetz bien que les deux références se trouvent dans une copie du document de 1365.
Après un incendie majeur le 5 septembre 1872, qui n'a laissé que 40 des 157 maisons en bon état, une partie du village a été reconstruite dans le style urbain et avec des toits plats qui sont par ailleurs atypiques pour l'Engadine.
Le 1er juin 1961, deux associations terroristes se sont réunies pour la première fois à Zernez, l'italienne Befreiungsausschuss Südtirol (BAS) et l'autrichienne  Bergisel-Bund (BIB), à laquelle ont participé : pour le BIB, Alois Oberhammer, Wolfgang Pfaundler, Eduard Widmoser et Kurt Welser ; pour BAS, Georg Klotz et Luis Amplatz. L'objectif était d'organiser la chaîne d'attaques connue sous le nom de Nuit des incendies .
Le 1er janvier 2015, la commune a intégré ses anciennes voisines de Lavin et Susch.

## Blason
Avec la fusion, Zernez a reçu un nouveau blason pour l'ensemble de la commune, qui contient les principaux éléments des trois anciens blasons communaux. Les anciennes armoiries conservent leur validité en tant qu'armoiries du village.

### Armoiries municipales

Nouvelles armoiries de Zernez.

Blason : Split dessus : dans le premier champ en argent le croisement supérieur droit est divisé par le noir et l'argent obliquement vers la gauche, le croisement supérieur gauche est divisé par le noir et l'argent obliquement à droite en dessous d'un montant noir, à langue rouge et décoré ibex ; dans le deuxième champ en argent sur un vert trois-montagne trois tours noires étamées ; dans le troisième champ en argent un ours noir dressé armé de rouge, portant un sapin vert avec des racines.

### Armoiries du village
Blason : En argent (blanc) un ours noir en armure rouge debout, portant un sapin vert avec des racines
Les armoiries rappellent les nombreuses histoires d'ours des forêts de la communauté. En même temps, il'ours fait également référence à la famille Planta, qui était d'une grande importance pour la communauté et avait une patte d'ours dans ses armoiries.

## Géographie

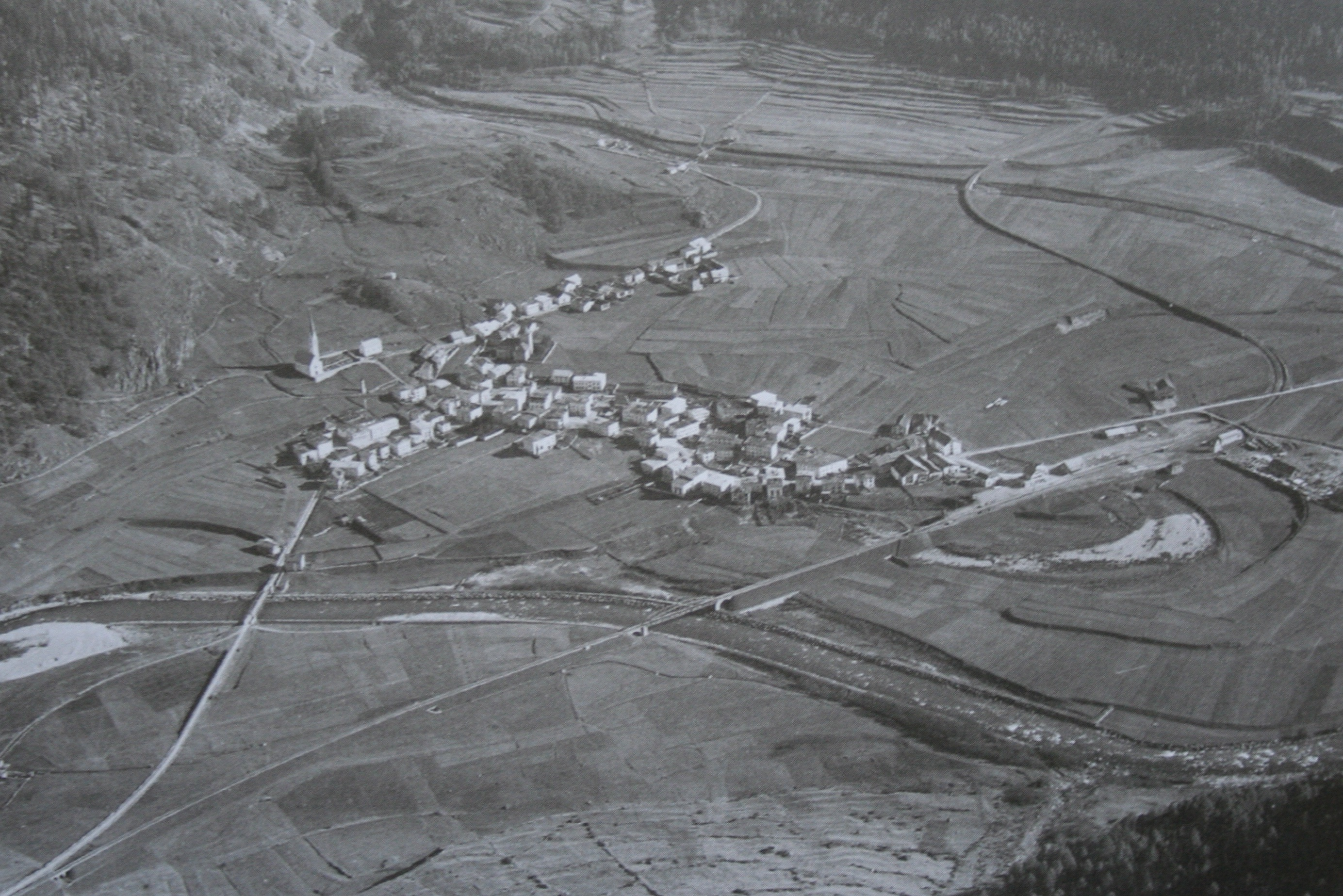
Photo aérienne de Walter Mittelholzer (1925).

Zernez est située dans la Basse-Engadine, au confluent du Spöl et de l'Inn (rivière). La commune se situe à 33 km de Davos, à 34 km de Saint-Moritz, à 89 km de Coire, à 104 km de Merano et à 157 km de Lugano.
Jusqu'en 2017, la municipalité était située dans le sous-district de Sur Tasna du district d'Inn ; depuis 2017, elle fait partie de la région Engiadina Bassa/Val Müstair. Elle est située le long de la route du col de l'Ofen et se compose du village de Zernez et de la fraction de Brail.
Le point culminant de la commune est le sommet du Piz Vadret (3 229 m d'altitude), qui marque la frontière avec S-chanf ; 114,65 km2 du territoire communal font partie du parc national suisse. La maison du parc est située à Zernez.
Depuis la fusion de 2015, Zernez a une superficie de 344,04 km2. Avant la fusion, Zernez avait une superficie (selon l'enquête 2004/09) de 203,91 km2. Environ 7,8 % de cette superficie est utilisée à des fins agricoles, tandis que 35,6 % est boisé, 0,7 % est habité (bâtiments ou routes) et 55,9 % sont des terres improductives. Au cours des décennies 1979/85-2004/09, la quantité de terres colonisées a augmenté de 8 ha et les terres agricoles ont diminué de 130 ha.
Le Lai da Ova Spin est un réservoir de compensation sur la rivière Spöl. Il est situé dans les zones supérieures de la vallée de la Basse-Engadine, à une altitude de 1 473 m et est accessible par le réseau ferroviaire des Chemins de fer rhétiques. Le ruisseau Spöl se jette dans l'Inn à Zernez.

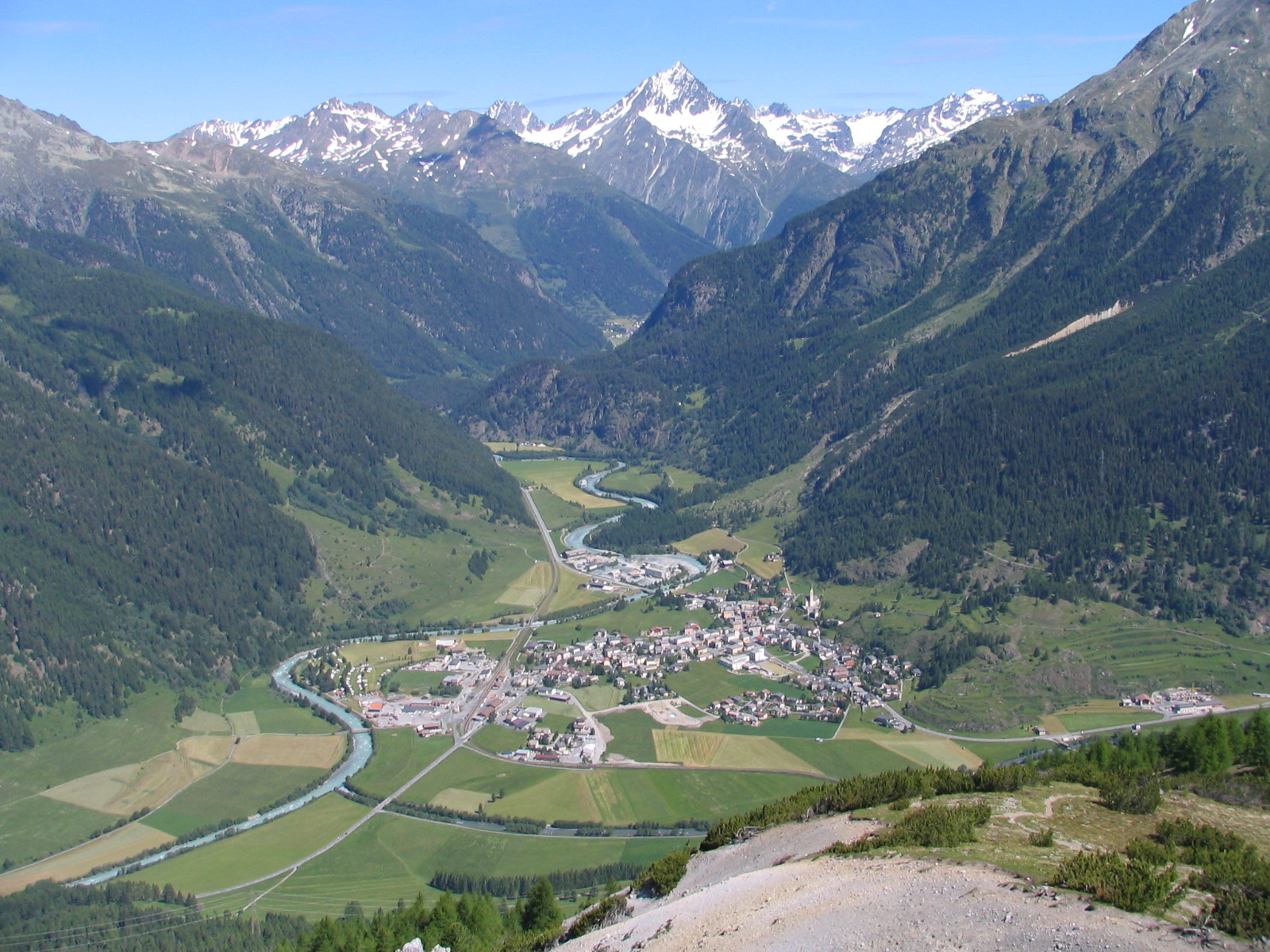
Nord de Zernez.

Les fractions de Zernez sont :
- Brail
- Lavine[9]
  - Gonda
- Susch[10]

## Climat
Zernez a en moyenne 102,7 jours de pluie par an et en reçoit en moyenne 752 mm de précipitations. Le mois le plus humide est août, période pendant laquelle Zernez reçoit en moyenne 103 mm de précipitations sur en moyenne 11,4 jours. Le mois le plus sec de l'année est février avec une moyenne de 37 mm de précipitations sur 11,4 jours.

## Protection environnementale
Plusieurs sites de la commune sont inscrits au titre de l’Ordonnance sur la protection des zones alluviales d’importance nationale : Sotruinas, Blaisch dal Piz dal Ras, Ova dal Fuorn et le glacier Vadret da Grialetsch.

## Démographie
En décembre 2020, Zernez avait une population de 1 506 habitants. En 2013, 18,6 % de la population étaient des ressortissants étrangers résidents. Au cours des années 2010-2013, la population a changé à un taux de 1,14 %. Le taux de natalité dans la municipalité, en 2013, était de 8,7 tandis que le taux de mortalité était de 6,9 pour mille habitants.
En 2013, les enfants et les adolescents (0-19 ans) représentaient 20,6 % de la population, tandis que les adultes (20-64 ans) représentaient 59,4 % et les personnes âgées (plus de 64 ans) 19,9 %.
En 2013, il y avait 508 ménages privés à Zernez. Sur les 282 immeubles habités de la municipalité, en 2000, environ 29,4 % étaient des maisons unifamiliales et 38,3 % étaient des immeubles multifamiliaux. Environ 43,6 % des bâtiments ont été construits avant 1919, tandis que 10,6 % ont été construits entre 1991 et 2000. En 2012, le taux de construction de nouveaux logements pour 1 000 habitants était de 5,22. En 2014, le taux de vacance de la commune était de 4,03 %.
Fin 2005, sur les 1 044 résidents, 922 (88 %) étaient citoyens suisses.
L'évolution historique de la population historique est la suivante :
L'augmentation de la population en 1910 est due à la construction du chemin de fer.

## Langues
En 2000, la plupart de la population parlait le (rhéto-)romanche (61,1 %), l'allemand étant la deuxième langue la plus répandue (31,3 %) et l'italien la troisième (4,4 %). La majorité romanche parle le dialecte Vallader. En 1880, 84 % de la population parlait le romanche comme première langue, 79 % en 1900 et 78 % en 1941. En 1990, environ 81 % comprenaient le romanche et en 2000, 80 %.

## Éducation
À Zernez, environ 72,5 % de la population (entre 25 et 64 ans) a terminé soit l'enseignement secondaire supérieur non obligatoire, soit l'enseignement supérieur complémentaire (soit une université, soit une haute école spécialisée, une Fachhochschule).

## Religion
La Réforme protestante a été introduite à Zernez en 1553.

## Économie
Zernez est un lieu de villégiature (randonnée dans le parc national suisse).
En 2012, il y avait un total de 653 personnes employées dans la municipalité : 63 personnes travaillaient dans 18 entreprises du secteur primaire ; le secteur secondaire employait 208 travailleurs dans 27 entreprises distinctes ; enfin, le secteur tertiaire fournissait 382 emplois dans 88 entreprises. En 2013, 5,2 % de la population bénéficiait de l'aide sociale.

## Criminalité
En 2014, le taux de criminalité, sur les plus de 200 infractions répertoriées dans le Code pénal suisse (allant du meurtre, du vol et de l'agression à l'acceptation de pots-de-vin et à la fraude électorale), à Zernez était de 52 pour mille habitants, légèrement inférieur à la moyenne nationale (64,6 ‰). Au cours de la même période, le taux de délits liés à la drogue était de 7,8 pour mille habitants. Le taux d'infractions aux lois sur l'immigration, les visas et les permis de travail était de 0,9 pour mille habitants, ce qui ne représente que 18,4 % du taux pour l'ensemble du pays.

## Politique
Aux élections fédérales suisses de 2011, le parti le plus populaire était l'Union démocratique du centre (UDC) avec 45,8 % des voix. Les trois autres partis les plus populaires étaient le BDP (25,6 %), le Parti socialiste suisse (SPS) (9,6 %) et le Parti libéral-radical (FDP) (8,0 %). Aux élections fédérales, 443 votes ont été exprimés et le taux de participation électorale était de 58,2 %.
Aux élections fédérales suisses de 2007, le parti le plus populaire était l'UDC qui a obtenu 45,9 % des voix. Les trois autres partis les plus populaires étaient le SPS (23,4 %), le FDP (20,6 %) et le Parti démocrate-chrétien (Suisse) (CVP) (7,2 %).

## Sites touristiques

### Sites patrimoniaux d'importance nationale

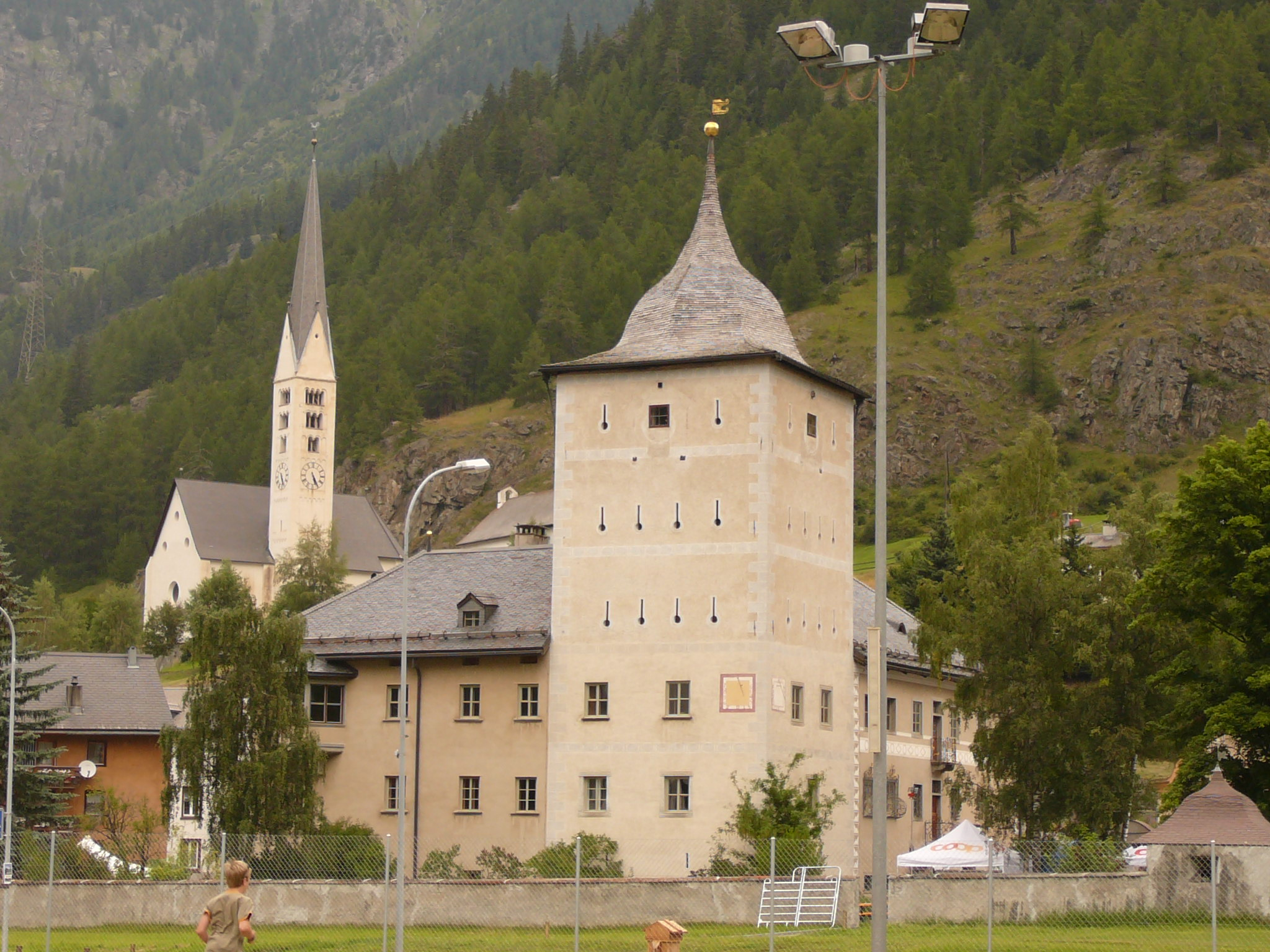
L'église et le château Planta-Wildenberg.

Le village abandonné de Gonda, l'église réformée de Zernez, le Schloss Wildenberg (château Planta-Wildenberg), le Palazzo Bezzola et la Richtstätte/Galgen Fuorcha sont classés à l'inventaire suisse des biens culturels d'importance nationale et régionale.
L'église a été construite en 1367. Lorsque la Réforme protestante est entrée à Zernez en 1553, l'église a été dépouillée de toutes les statues et peintures. Puis, en 1609 l'ancienne église a été remplacée par un nouveau bâtiment baroque, bien que le clocher roman de l'ancienne église ait été conservé.
Le château a été construit au XIIe siècle mais a été reconstruit plus tard dans le style baroque. Depuis 1956, il sert d'hôtel de ville.

### Autres curiosités
En plus des quatre sites du patrimoine suisse d'importance nationale, Zernez compte plusieurs autres sites remarquables. Il s'agit notamment de la chapelle catholique gothique Saint-Sébastien, du Morenturm, du Parc National suisse et de la maison du parc, de la tour abandonnée de La Serra et à Brail, d'une église réformée médiévale.
La chapelle Saint-Sébastien a cessé d'être utilisée comme chapelle catholique après la Réforme. En 1952, elle fut remise en service comme chapelle. Le Morenturm est une maison-tour médiévale du village.
Le Parc National Suisse est le seul parc national de Suisse. Il a une superficie de 174,2 km2 et est la plus grande aire protégée du pays. C'était l'un des premiers parcs nationaux d'Europe, fondé le 1er août 1914. Le Nationalparkhaus de Zernez est un musée du parc national.
La tour de La Serra a été construite au XIIIe ou au XIVe siècle, bien qu'elle ait pu être construite juste avant la guerre de Souabe de 1495. Pendant le Bündner Wirren (ou Confusion des Ligues), elle a été renforcée et un régiment de Schauenstein y était stationné. Après la Bündner Wirren, elle a été abandonnée et tomba en ruine. En 1996-98, elle a été réparée et renforcée.
Dans le quartier de Runatsch, une église paroissiale de style baroque primitif de 1609 présente de riches décorations en stuc.

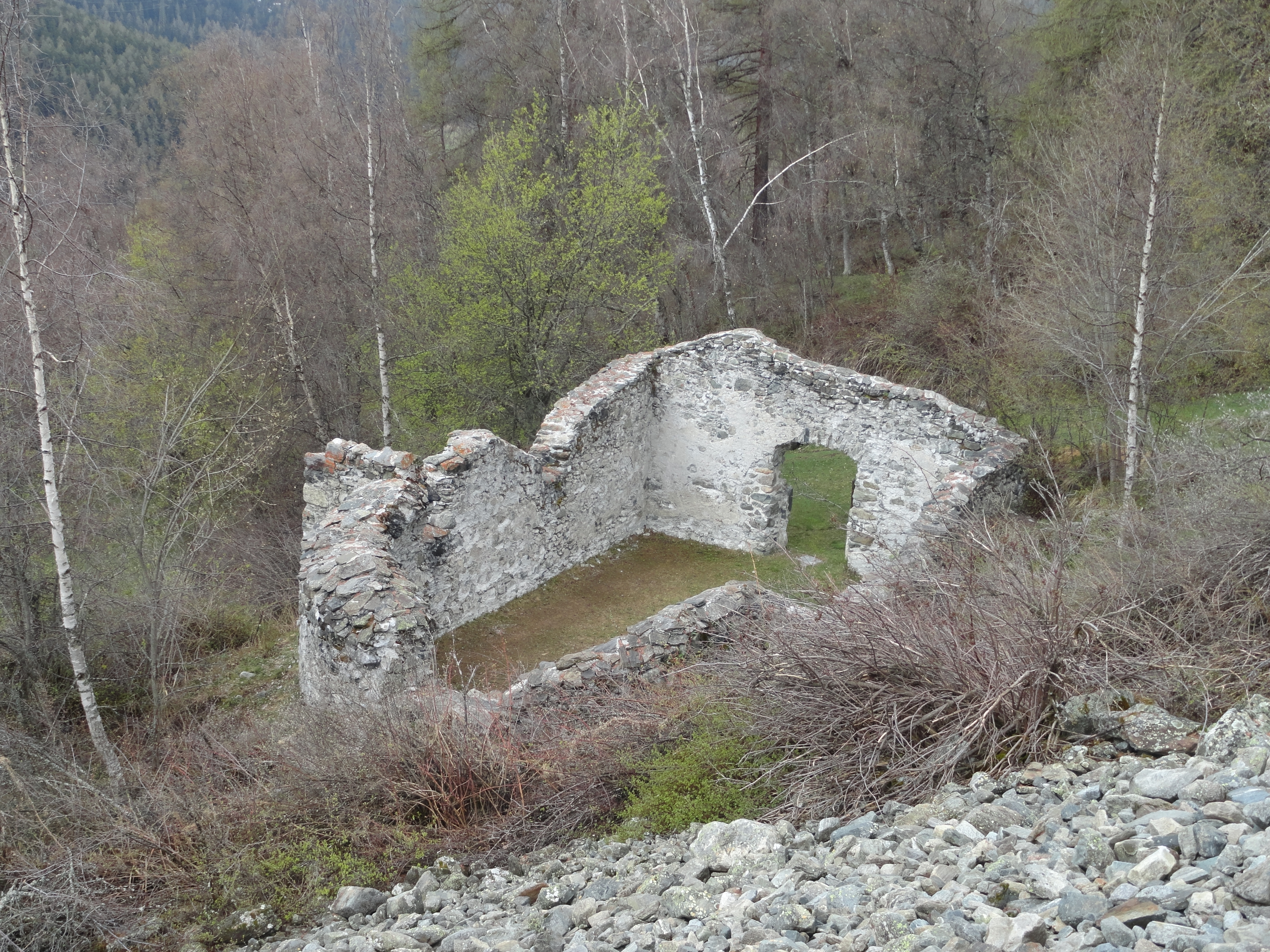
Village abandonné de Gonda.
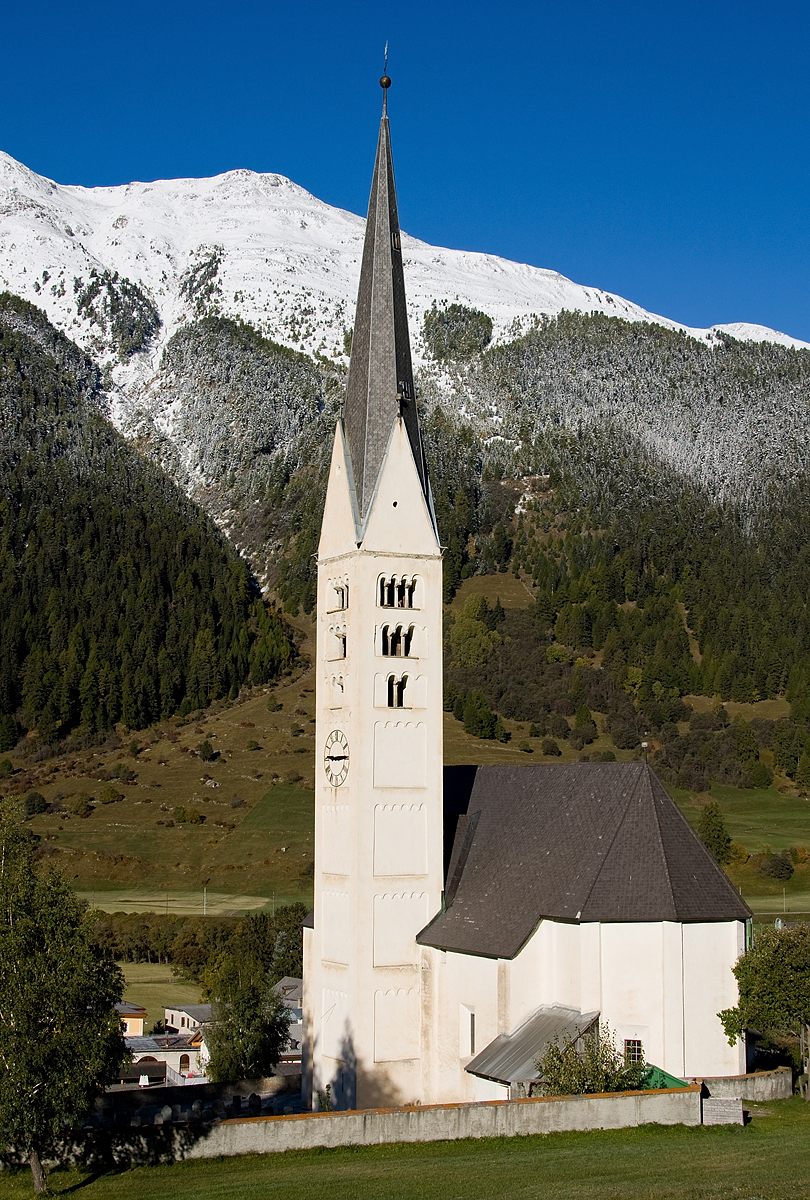
Église réformée de Zernez.
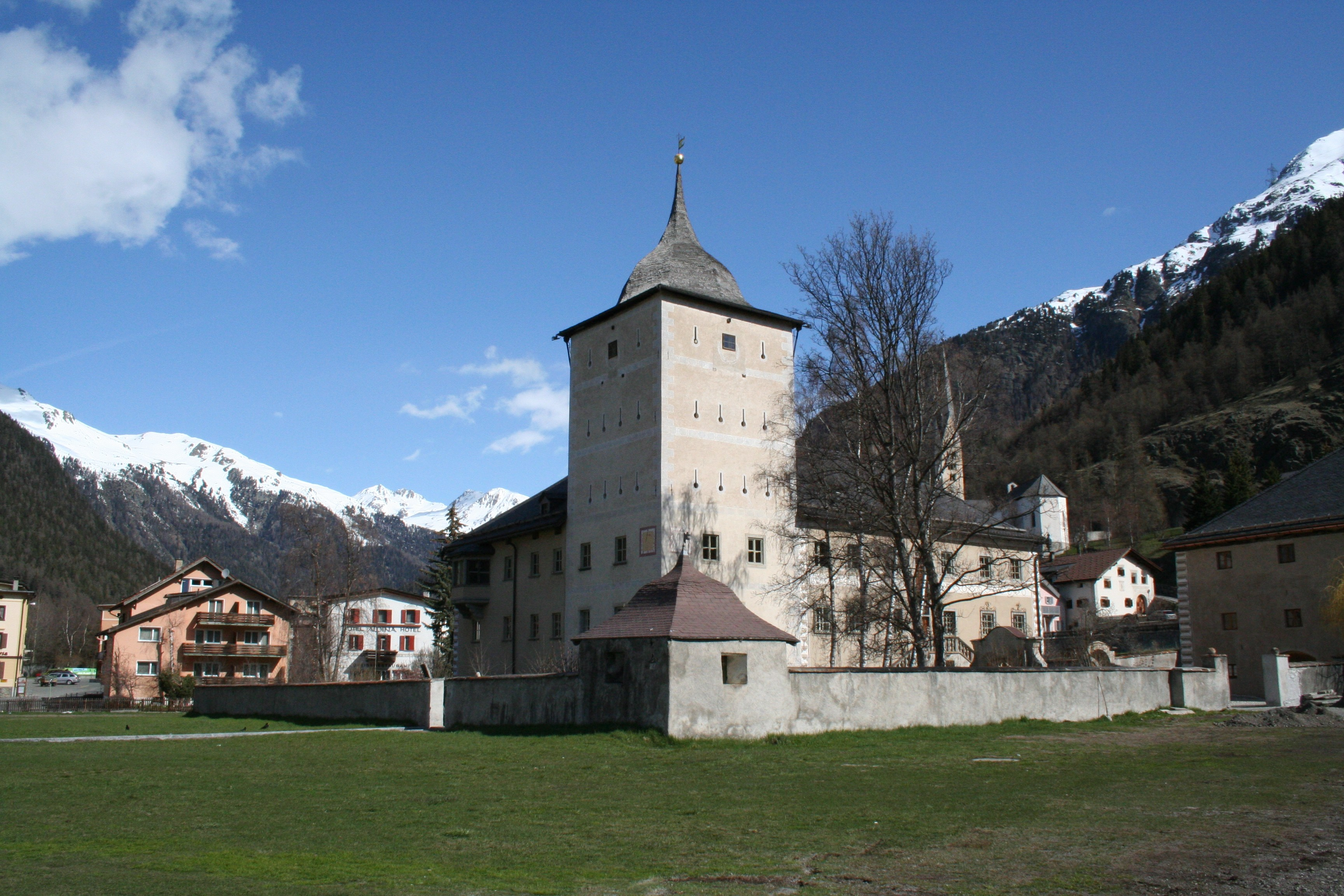
Château Planta-Wildenberg, maison-tour médiévale avec annexe baroque.
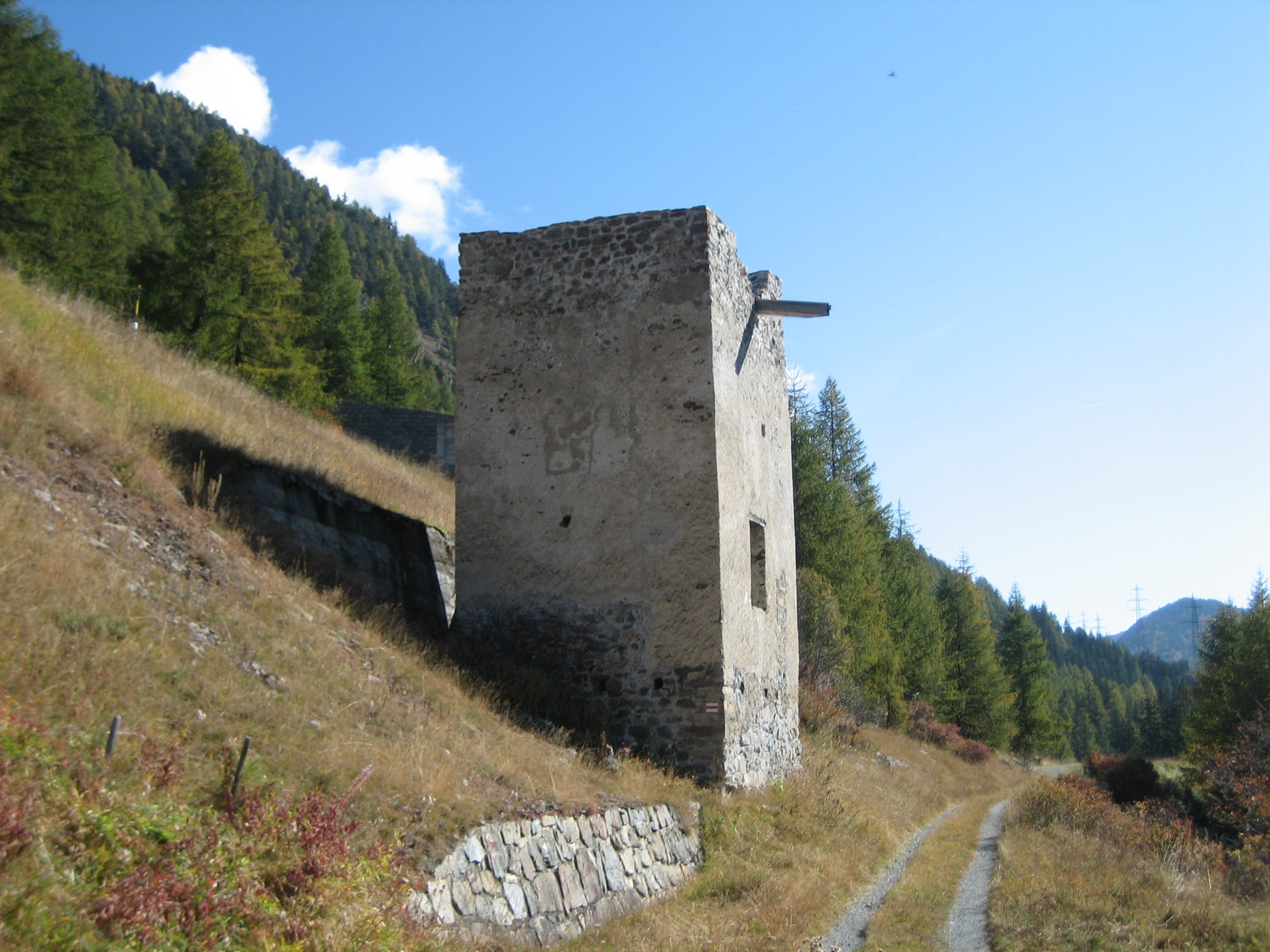
Tour de La Serra.
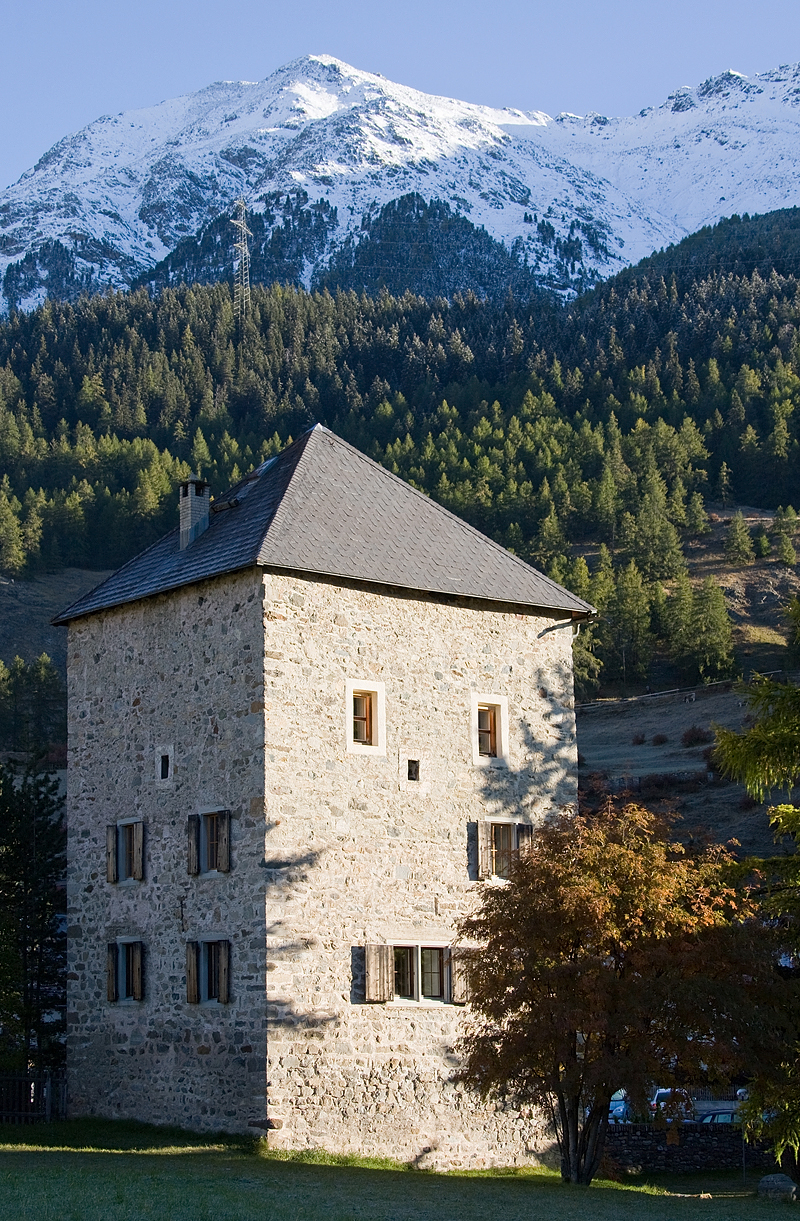
Morenturm, maison-tour médiévale.

## Culture et évènements
Dans la tradition des surnoms des villages de l'Engadine, les habitants de Zernez sont appelés magliachognas (« mangeurs de chiens »).
Le Burning Mountain Festival se déroule à Zernez depuis 2011 fin juin/début juillet. L'Engadin Schlager- und Volksmusik Openair a lieu tous les deux ans depuis 2017.
L'Engadine Cycle Marathon, qui fait partie de la Chiba Alpine Cup, a lieu chaque année début juillet depuis 2006. Habituellement, deux variantes d'itinéraire sont proposées, la plus courte monte le col de l'Ofen et traverse le Tunnel de Munt La Schera menant au col de Livigno et retour à Zernez. La variante plus longue passe par le col de la Flüela et le col de l'Albula.

## Transports

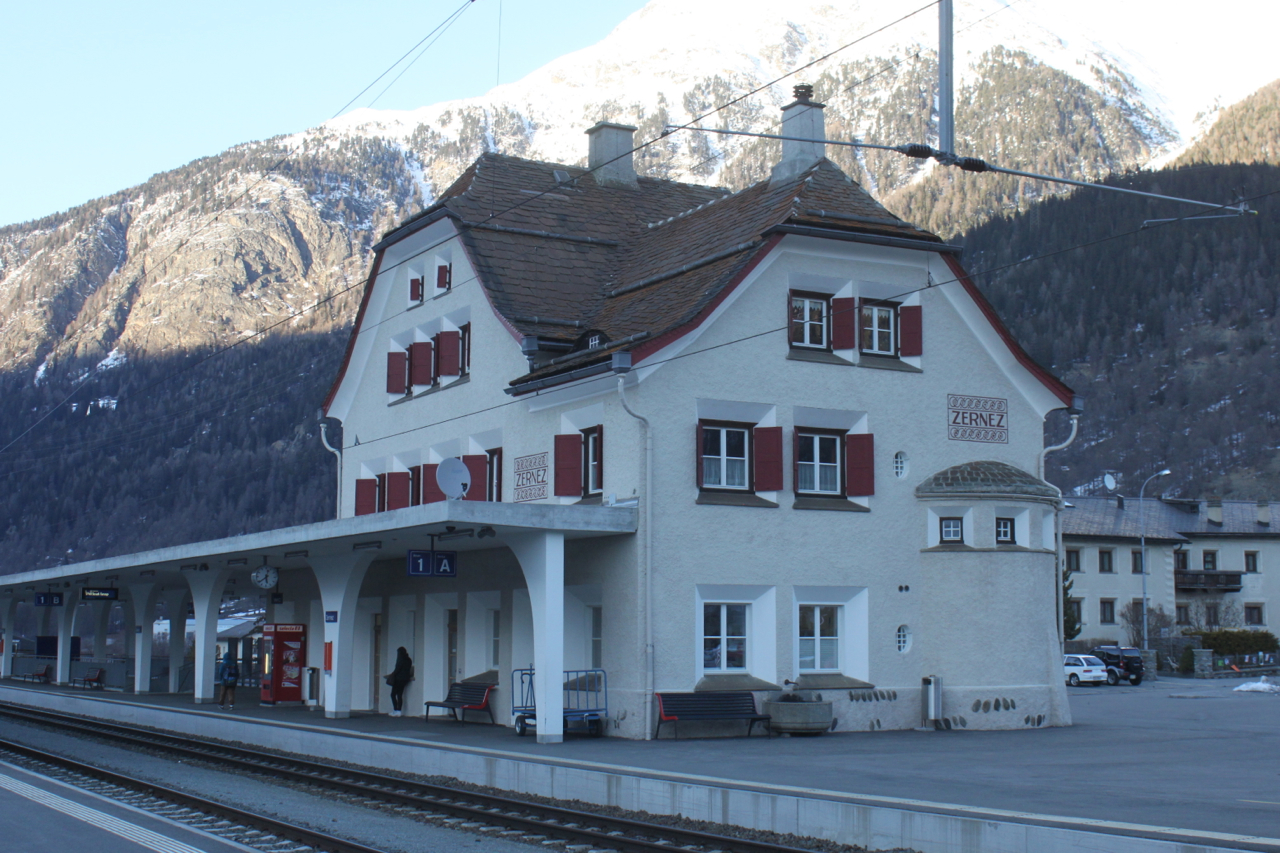
Gare de Zernez.

La commune compte quatre gares desservies par la compagnie des Chemins de fer rhétiques : Zernez, Susch, Sagliains et Lavin. Toutes les quatre sont situées sur la ligne Pontresina-Scuol et ont un service régulier vers Disentis/Mustér, St. Moritz, Landquart (Grisons), Scuol-Tarasp et Pontresina.
Une ligne du CarPostal relie Zernez à Malles Venosta dans le Val Venosta italien. La route principale 27 (Suisse) traverse également le village.

## Personnalités
- Marcus Tatius, « Tatius Alpinus » (vers 1509 - 1562), humaniste, traducteur et poète
- Andrea Schorta (1905-1990), linguiste, lauréat du prix Charles-Veillon et du Bündner Kulturpreis
- Jacques Guidon (1931-2021), dessinateur, peintre, sculpteur, écrivain et metteur en scène
- Rudolf Grass (1906-1982), photographe du village de Zernez
- Andrea Bezzola (1840-1897), juge fédéral suisse et président du Conseil national (Suisse)
- Robert F. Schloeth (1927-2012), premier directeur à plein temps du Parc national suisse, a vécu à Zernez de 1958 à 1990